# Esplanadi

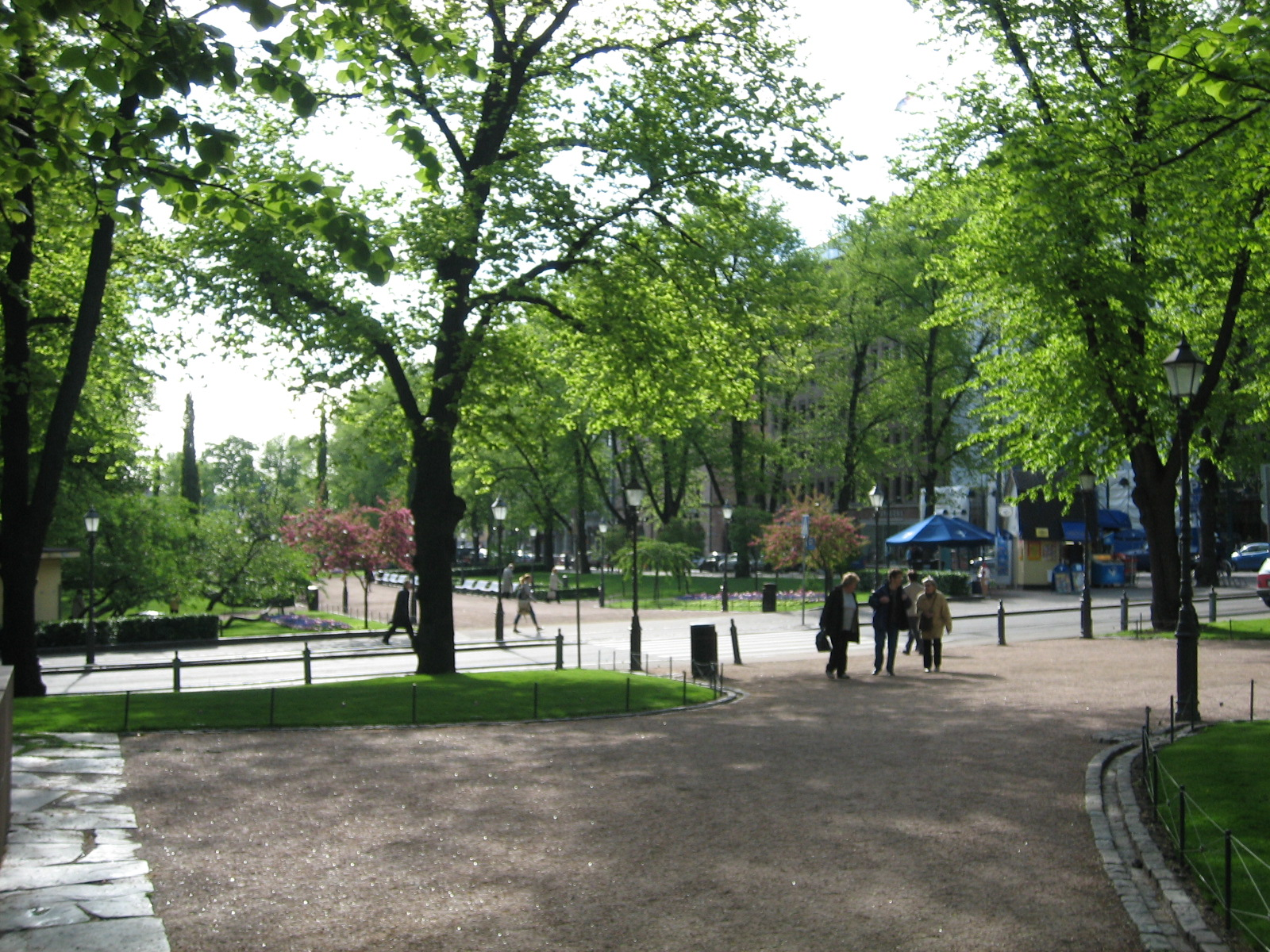
Die Esplanade in Helsinki

Esplanadi (finnisch) oder Esplanaden (schwedisch), beides deutsch „(die) Esplanade“; offiziell Esplanadin puisto / Esplanadparken, deutsch „(der) Esplanadenpark“ ist der Name eines Parks in der Innenstadt von Helsinki. Umgangssprachlich wird die Anlage, die zu den Sehenswürdigkeiten von Finnlands Hauptstadt gehört, finnisch Espa oder schwedisch Espen genannt.

## Beschreibung
Am westlichen Ende der Esplanade liegt das Schwedische Theater, am Ostende befinden sich die Statue Havis Amanda, der Marktplatz Kauppatori (Salutorget) und der Südhafen von Helsinki. In der Mitte steht eine bekannte Statue des finnischen Nationaldichters Johan Ludvig Runeberg. Der Park wird von zwei parallel verlaufenden Straßen begrenzt: der südlichen Esplanade (Eteläesplanadi / Södra Esplanaden) und der nördlichen Esplanade (Pohjoisesplanadi / Norra Esplanaden). Letztere ist eine beliebte Flaniermeile mit Geschäften und Cafés.
Der im Jahr 1812 eröffnete Park ist im Sommer unter anderem ein beliebtes Ausflugsziel für Picknickfreunde. Außerdem finden regelmäßig Konzerte auf einer dafür angelegten Freilichtbühne statt.

## Galerie

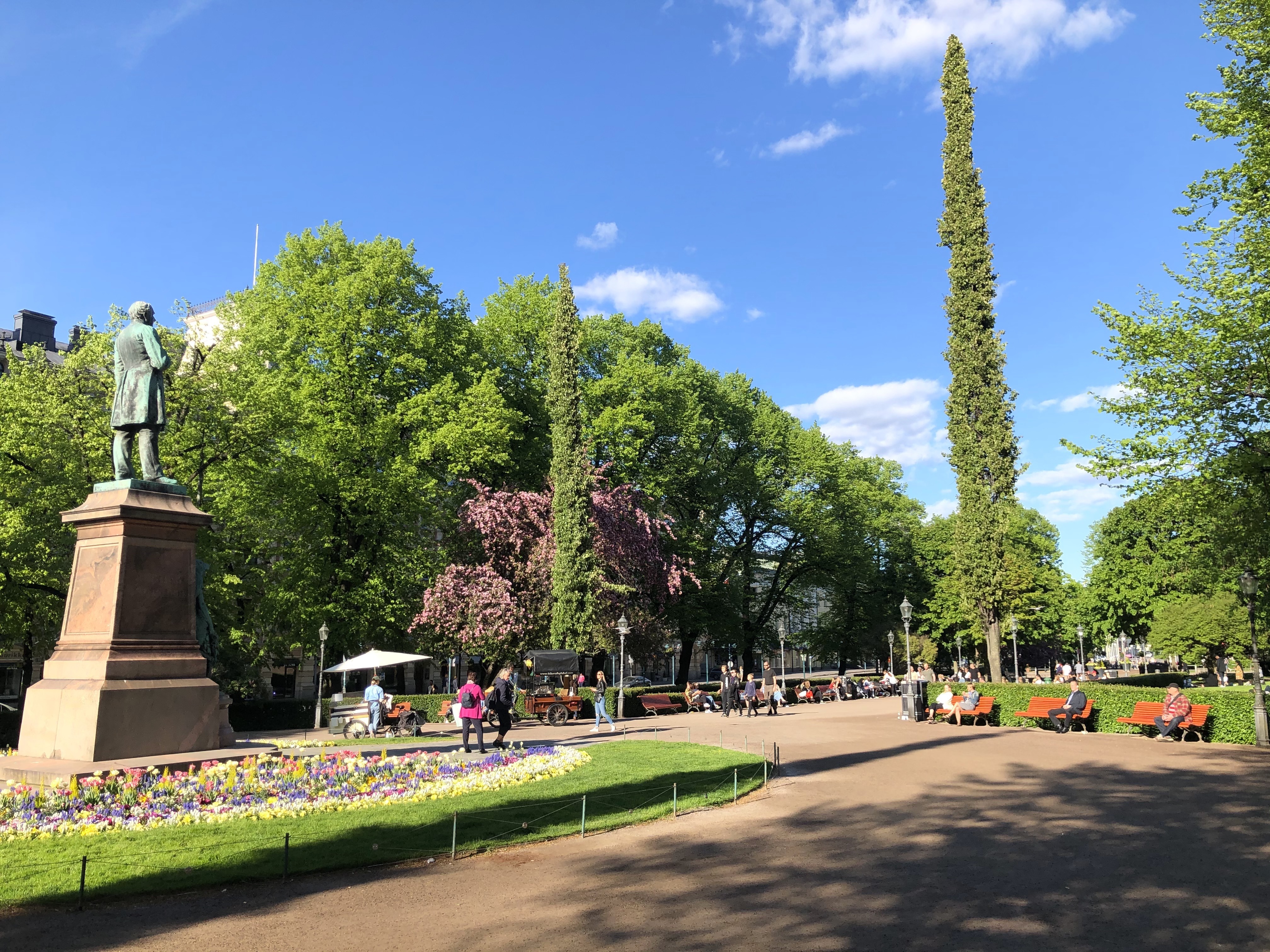
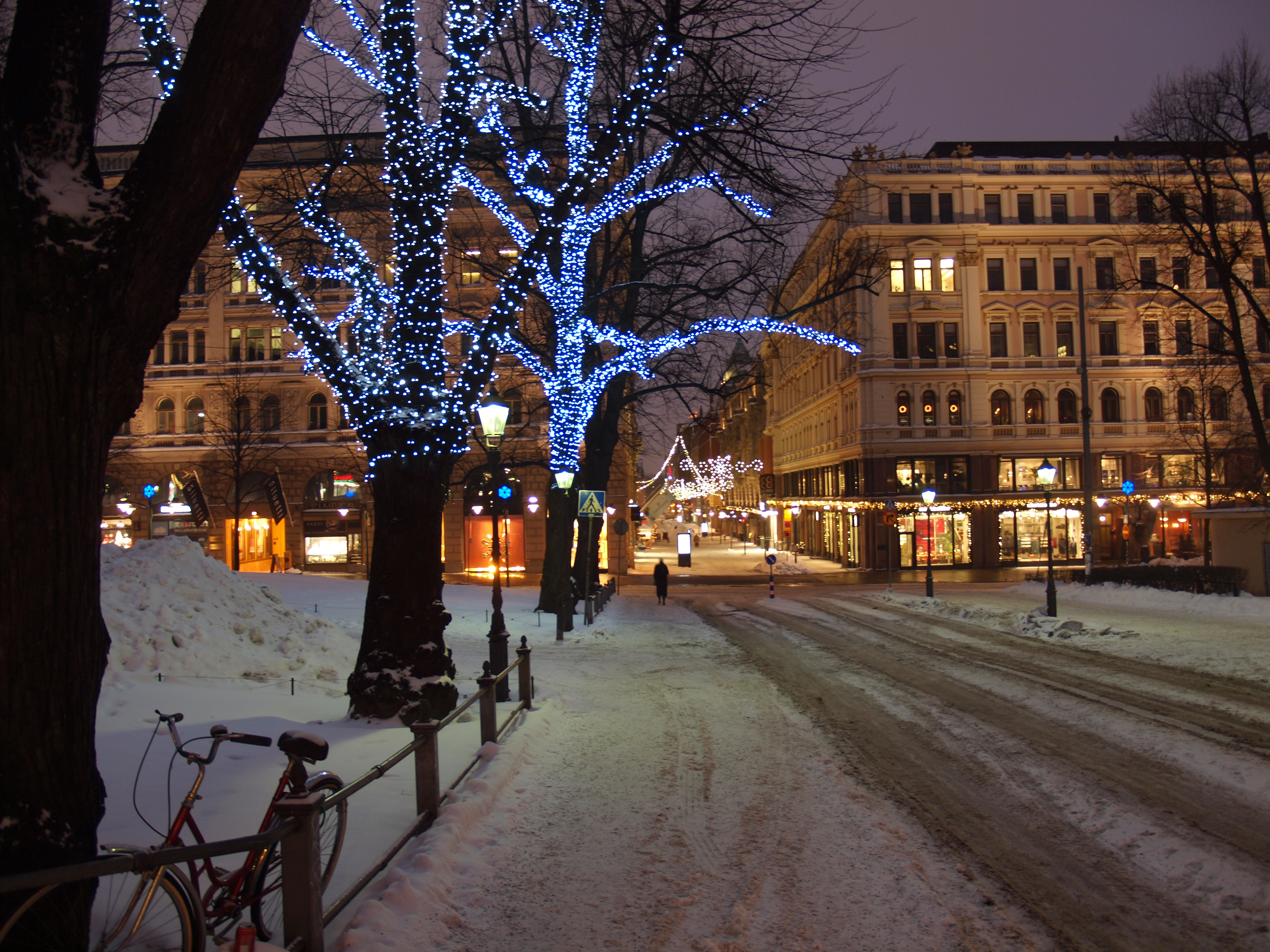
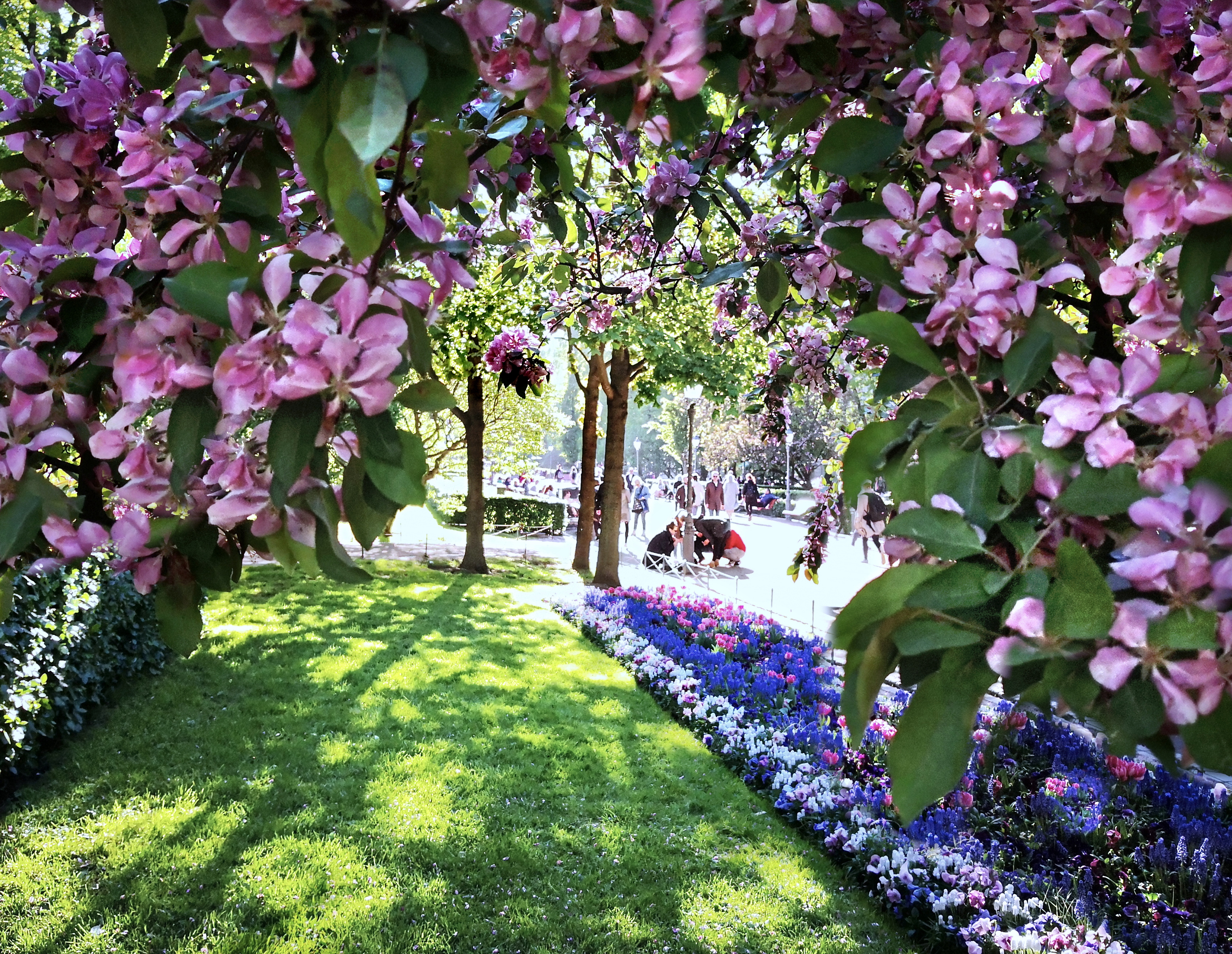
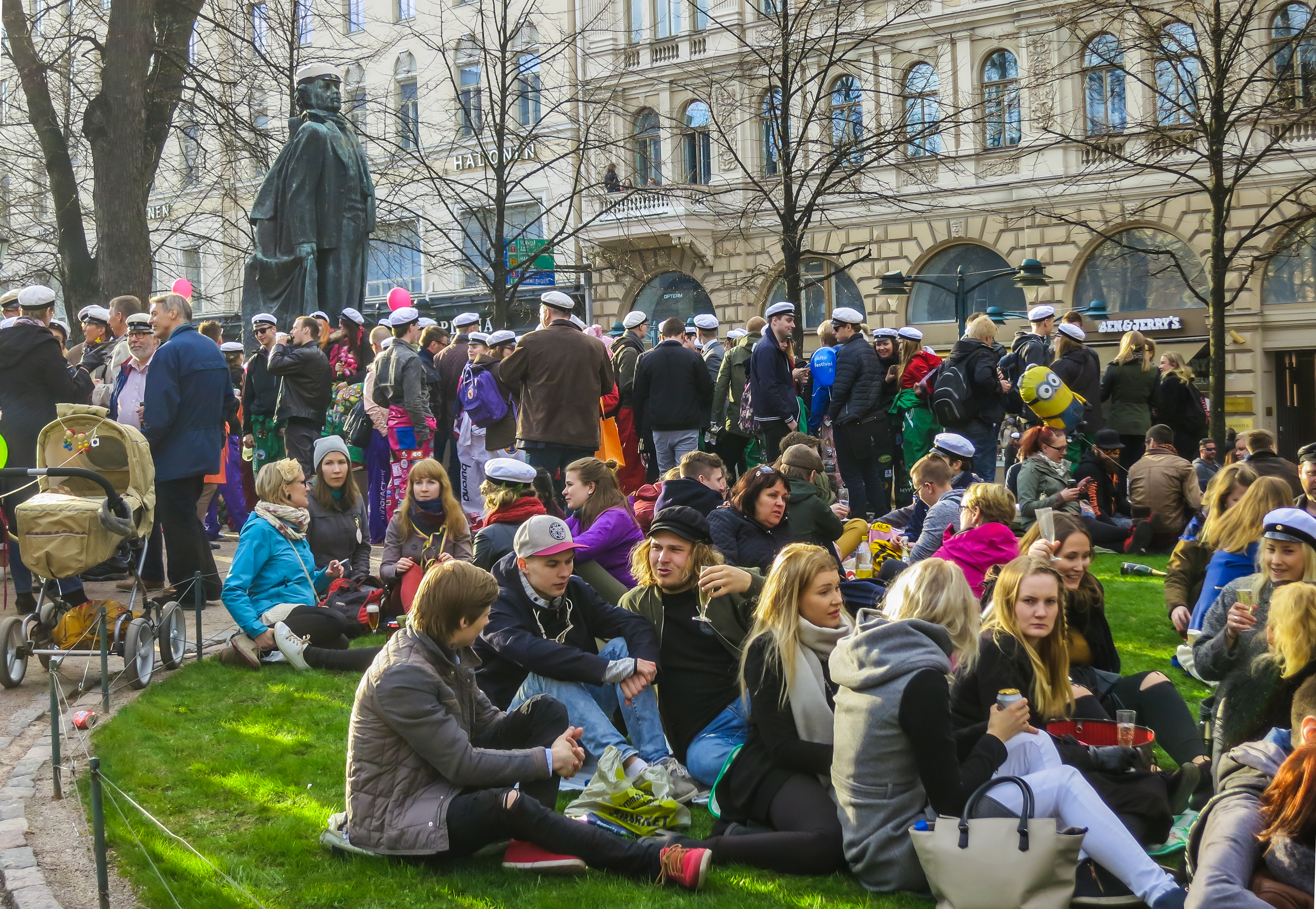